# Ardeola (revista)
Ardeola es la revista científica oficial de la Sociedad Española de Ornitología (SEO/BirdLife), se publica desde la fundación de la Sociedad en 1954.
Su ámbito de publicación incluye todos los aspectos de la ornitología tanto de España como en el resto del mundo, aunque centrándose especialmente en las regiones de clima mediterráneo y en el Neotrópico, así como en trabajos aplicados sobre conservación de aves y sus hábitats.
Se edita semestralmente (en el mes de junio y diciembre, un volumen por año, con dos números). Los artículos originales y notas breves escritos tanto en castellano o en inglés, recomendándose el empleo de este último. 
El Comité Editorial promueve la rápida publicación de manuscritos sometidos a la revisión de ornitólogos expertos. 
Ardeola también publica la lista oficial de observaciones de Aves Raras en España y los nombres en castellano de las aves del mundo, así como revisiones de la mayor parte de los libros que llegan a la biblioteca de SEO/BirdLife y resúmenes en castellano de trabajos ornitológicos realizados en regiones de clima mediterráneo que se publican en otras revistas científicas.